# Bahía Coacoachou
Bahía Coacoachou (en francés: Baie Coacoachou) es un cuerpo de agua que se encuentra en la provincia de Quebec al este del país norteamericano de Canadá. Se encuentra ubicado en el municipio regional del condado de Golfe-du-Saint-Laurent, (Golfo de San Lorenzo) al noreste de la isla de Anticosti y a 110 km al este de Natashquan.